# Marilyn Manson (muzička grupa)
Marilyn Manson je muzička grupa iz Los Anđelesa u Kaliforniji (SAD). U zvuku grupe, često nazivanom šok rok, vidljivi su uticaji hevi metala, indastrijala i glam roka. Muziku i imidž grupe teško je svrstati u neki od žanrova, pošto je svaki album specifičnog izgleda i zvuka. Grupa je osnovana 1989. godine u Fort Loderdejlu na Floridi kao Merilin Menson i Jeziva deca. Vrlo brzo grupa je svojim jedinstvenim, teatralnim nastupima u javnosti te isto takvim koncertima uspela sakupiti malobrojno, ali verno lokalno kult sledbeništvo koje se u periodu od nekoliko godina proširilo na velik broj obožavalaca širom sveta. 
Grupa danas predstavlja jednu od najkontroverznijih pojava na modernoj muzičkoj sceni. Najviše zasluga za tako nešto ima Merilin Menson, glavni pevač grupe (pravim imenom Brajan Vorner), poznat po svojim čestim konfliktima sa predstavnicima crkve i politike. Pseudonim svakog člana grupe kombinacija je imena poznate ženske pop zvezde i prezimena nekog masovnog ili serijskog ubice. Članovi grupe napadno se šminkaju i oblače u neobične kostime i poznati su po šokantnom ponašanju i na pozornici i u javnosti. Tekstovi pesama grupe često su oštro kritikovani zbog antireligijskog sadržaja i neprikrivenih aluzija na seks, drogu i nasilje. Njihova muzika se često etiketira kao uvredljiva i nepristojna a u nekoliko navrata njihovi su koncerti otkazivani i zabranjivani.
Vremenom su protesti i negativne kritike počeli jenjavati ali je, očekivano, počela opadati i popularnost grupe. Ipak, mnogobrojni odani obožavaoci pomogli su grupi da održi svoj visok ugled na muzičkoj sceni: čak tri albuma grupe dostigla su platinaste tiraže, četiri su postala zlatna a tri albuma dospela su na top-listu najboljih deset albuma od kojih su dva bila na prvom mestu.

## Istorija

### Spooky Kids i rane godine (1989—1992)
Godine 1989. Brajan Vorner bio je student na koledžu u potpunosti posvećen sticanju diplome iz žurnalistike a zanat je pekao pišući muzičke tekstove za magazin "25-ta paralela" iz Južne Floride. Na taj način se upoznao sa grupama i muzičarima sa kojima će kasnije njegova grupa često biti poređena, a u koje spadaju grupa Maj lajf vid d tril kil kalt te Trent Reznor iz grupe Najn inč nejls. Potom upoznaje gitaristu Skota Puteskija i predlaže mu da zajedno oforme muzičku grupu. Vorner, Puteski i basista Brajan Tutunik pod imenom Merilin Menson and the Spooky Kids prave svoj prvi demo snimak 1990. godine uzimajući pseudonime (redom) Merilin Menson, Dejzi Berkovic i Olivija Njutn Bandi. Uskoro im se pridružuje Stiven Bir, sa pseudonimom Madona Vejn Gejsi. Bandija zamenjuje Gidžet Gin (pravim imenom Bred Stjuart). Godine 1991. grupi se priključuje bubnjar Fred Strajthorst, pod pseudonimom Sara Li Lukas.
Pseudonimi koje su izabrali trebalo je da odražavaju bazični koncept delovanja grupe: dihotomiju dobro-zlo i međusobno preplitanje te dve kategorije. "Merilin Monro ima mračnu stranu", objasnio je Menson u svojoj autobiografiji, "baš kao što Čarls Menson ima dobru i inteligentnu stranu". I slike Merilin Monro i slike Čarlsa Mensona, baš kao i slike drugih poznatih ali i ozloglašenih ličnosti, često su se pojavljivale u ranim promotivnim materijalima grupe.
Popularnost Jezive dece brzo je rasla u lokalnim okvirima i to prvenstveno zahvaljujući di-džeju Skotu Dejvidu koji je na WYNX-FM radiju često puštao demo snimke grupe, ali i atraktivnom vizuelnom konceptu grupe koji je uključivao maštovitu koreografiju te obilato korišćenje šok tehnika. Nije bilo neuobičajeno videti na pozornici "na krstove razapete nage žene, dete u kavezu ili krvave delove životinjskog tela"; Menson, Berkovic i Gin nastupali su u ženskoj odjeći ili u bizarnim kostimima; pošto nisu mogli angažovati profesionalnog pirotehničara, često su uspevali da zapale rekvizite na pozornici. U svojim nastupima kombinovali su elemente groteske sa ikonografijom pop kulture 70-tih i 80-tih godina dvadesetog veka - naročito sa likovima iz dečjih crtanih filmova koji su se često, ponekad samo malo izmenjeni, pojavljivali na lecima i posterima grupe, a muzičke teme i zvučni inserti iz tih filmova često su se pojavljivali kao semplovi u kompozicijama grupe. Grupa nastavlja sa objavljivanjem kaseta, skraćuje svoje ime na Merilin Menson da bi leta 1993. godine privukli pažnju Trenta Reznora koji je već tada vodio sopstvenu izdavačku kuću, Noting Rekords.

### Noting Rekords i prvi albumi (1993—1996)
Reznor je tada ponudio Mensonu i njegovoj grupi potpisivanje ugovora i priliku da budu predgrupa grupi Najn inč nejls na njihovoj predstojećoj turneji. Merilin Menson prihvaća obe ponude i u julu 1993. počinju snimanje svog prvog "pravog" albuma naslovljenog kao Portait of an American Family (Portet Američke Porodice). U saradnji sa producentom Rolijem Mozimanom grupa je u Majamiju počela snimati album na kojem su se nalazili i novi materijali ali i pesme iz repertoara Jezive dece. Prva verzija albuma završena je krajem jeseni 1993. godine i nazvana je The Manson Family Album (Mensonov Porodični Album) Ali, većina je smatrala da je album loš. Producent Roli Moziman nikako nije uspeo da na ovom albumu postigne sirovost i tvrdoću zvuka kao, na primer, na albumu grupe Svonsi (koji je takođe producirao). Trent Reznor a i svi članovi grupe smatrali su da je album loš i beživotan i da se na njega nije uspela preneti atmosfera Mensonovih energičnih interpretacija. "Smatrao sam da je album grozan", objašnjavao je jednom prilikom Menson "pa sam sugerisao Trentu da ga presluša, i on je takođe mislio da je bez veze". Nekako u to vreme počinju i problemi sa basistom Gidžetom Ginom koji više nije mogao da kontroliše svoju sklonost ka heroinu.
U oktobru 1993. Reznor počinje potpuno preuređivanje albuma nagovorivši grupu da pređe u losanđeleski studio. U ovom nije učestvovao Gidžet Gin koji je nešto ranije bio hospitalizovan zbog predoziranja. Poslije sedam nedelja miksovanja, remiksovanja i ponovnog snimanja, album, sada nazvan Portrait of an American Family, bio je spreman za objavljivanje. I dok se prvi singl, Get Your Gunn ("Posegni za pištoljem", iako je ovdje engleska riječ za "pištolj", napisana sa dva 'n', asocirajući na prezime Dr. Gana i na njegovo ubistvo, po kojem je ova pjesma i bila inspirisana), vrteo na radio-stanicama, Gin je primio obaveštenje da njegove usluge više nisu potrebne; zamenio ga je Tvigi Ramirez (pseudonim Džordija Vajta) koji je pre toga svirao u det metal grupi iz Majamija Ambug-a-lard.
U decembru 1993, na početku četrnaestonedeljne turneje sa grupom Najn inč nejls, Ramirez debituje kao basista. Upravo na toj turneji Menson upoznaje osnivača satanističke crkve, Antona Lavija koji ga ubrzo počastvuje titulom "sveštenika", koja u satanističkoj crkvi označava osobu koja ima uticaja u crkvi, ali ne posvećuje svoj život širenju vere.
U martu 1995. grupa je započela svoju prvu turneju po SAD koja je u stvari bila dvomesečna promocija prvog albuma. Kao predgrupa nastupali su Monster vudu mašin; nakon ove turneje bubnjar Sara Li Lukas napušta grupu. Tokom turneje sve su više rasle tenzije između između Lukasa i Mensona a na završnom koncertu Menson se odlučio na šokantan potez: tokom izvođenja kompozicije "Lunchbox" (Kutija za Užinu), Menson poliva Lukasove bubnjeve butanom i pali ih - dok Lukas u drugom planu još uvek pokušava da svira na njima. Odmah posle tog koncerta Lukas je napustio grupu. Dve nedelje po njegovom odlasku grupi se pridružuje Džindžer Fiš kao Lukasova zamena. Grupa je u to vreme ponovo bila na turneji, ali ovoga puta sa grupama Danzig i Korn. Nakon završetka turneje, u leto 1995, grupa se seli u Nju Orleans (gde je bilo novo sedište Notinga) i započinje rad na trećem singlu sa albuma, kompoziciji "Drogeraški šešir" (Dope Hat). Singl je propraćen spotom u kojem Menson glumi lik Vilija Vonke u šok-rok ekranizaciji knjige za decu Čarli i fabrika čokolade Roalda Dala a singl "Drogeraški šešir" postaje jednočasovni EP Miriše poput dect (Smells Like Children). EP se sastojao od petnaest numera koje su uključivale obrade pesama drugih autora, remikse, bizarne zvučne eksperimente, te obradu pesme "Slatki snovi" grupe Juritmiks koja postaje prvi pravi hit grupe Merilin Menson: videospot pesme intenzivno se emitovao na MTV-ju (za razliku od spota za pesmu "Drogeraški šešir" koji je MTV nekoliko meseci ranije počeo da pušta samo u kasnim večernjim satima) a mejnstrim muzička štampa po prvi put počinje da primećuje grupu. Potom sledi petomesečna turneja (od septembra do februara) na kojoj se predstavljaju nove pesme kao što su "Neodgovorna himna mržnje" (Irresponsible Hate Anthem), "Minuta ćutnje" (Minute of Decay) i "Miriše na djecu". Početkom 1996. godine grupa ulazi u Noting studio u Nju Orleansu da bi započela snimanje novog albuma ili, kako je Menson izjavio, "muzičkog rituala osmišljenog da izazove apokalipsu".
Antihrist superstar (Antichrist Superstar), drugi album grupe, objavljen je 8. oktobra 1996. Snimljen je Noting studiju u Nju Orleansu a producent je bio Trent Reznor; snimanje albuma bilo je dugo i mukotrpno, pri čemu su članovi grupe eksperimentisali sa nespavanjem i upotrebom droga zarad stvaranja depresivne i nasilne atmosfere na albumu. Usred snimanja albuma, gitarista Dejzi Berkovic, jedan od osnivača grupe, odlazi a na solo gitari ga zamenjuje Tvigi Ramirez koji svira na većini pesama na albumu i postaje stalni gitarista na turneji koja je usledila.
Na audiciji prolazi Timoti Linton iz čikaške grupe Lajf, Seks and Det (LSD) koji, u skladu sa šestogodišnjom tradicijom imenovanja članova, daje sebi ime Zim Zam - ime koje potiče iz kabale, glavne tematske inspiracije albuma.
"Prelijepi ljudi" (The Beautiful People), prvi singl sa albuma, brzo je napredovao na top listi alternativnog roka stvarajući povoljan teren za izlazak albuma koji dospeva na treće mesto na listi najprodavanijih albuma. Uskoro sledi jednoipogodišnja promotivna turneja nazvana Mrtav za svijet turneja (Dead To The World), najduža i najobimnija dotad, koja je uključivala debije grupe u Velikoj Britaniji, kontinentalnoj Evropi i Južnoj Americi. Grupa postaje sve popularnija u SAD, ali nisu svi imali pozitivno mišljenje o grupi.

### Protesti, Mechanical Animals, Kolumbajn, i Holly Wood (1997—2001)
Kako je turneja odmicala, grupa je postala meta kongresnih okupljanja, a kojia su predvođena od strane senatora Džozefa Libermena, i čiji je cilj bio da konstatuju prisustvo, ako ga i ima, nasilnih tekstova u muzici, i uticaj koji ti tekstovi imaju nad mladim slušaocima. Libermen će kasnije prozvati Merilin Mensona za "...možda najbolesniju grupu ikada, a koja je promovisana od strane ozbiljnije izdavačke kuće". Kao dodatak tome, skoro svako izvođenje na turneji je bilo praćeno demonstracijama religioznih udruženja, koji su molili Mensonove fanove da ne idu da gledaju muzičara koji je jednom rekao: "Mislim da će svaki put kada ljudi čuju ovaj novi album Bog će biti uništen u njihovim glavama...".
Desetog novembra, dok se sve ovo odigravalo, grupa je izdala uživo/remiks EP sa nazivom Remiks i ponavljanje (Remix and Repent), koji je sadržavao nove verzije tri singla Antihrist superstara, "Prelijepih ljudi", "Podveze" (Tourniquet), i "Čovjeka koga se vi plašite" (Man That You Fear), a koje su praćene pjesmama snimljenih uživo tokom američkog djela Mrtav za svijet turneje. Dvije pjesme uzete sa Antihrist superstara su date muzici za filmove: "Jabuka Sodome" (Apple of Sodom) je data za Dejvid Linčov Izgubljeni drum, i "Pušenje za tvoju odluku" (The Suck For Your Solution) za Hauard Sternove Privatne djelove. Pri završetku godine, Menson je najavio izdavanje svoje prve knjige, autobiografije Dug i težak put iz pakla; knjiga je izdata u februaru 1998-e, zajedno sa dokumentarcem svjetske turneje, koji je naslovljen Mrtav za svijet. Izdavanje albuma koji je trebalo da prati Antihrist superstar, po riječima članova grupe, je bio neizbježan, i bio je propraćen glasinama da će Bili Korgan i Dast Braderz imati udjela u, još uvjek nenaslovljenom albumu.
Petnaestog decembra 1998-e, Merilin Menon je izdao Mehaničke životinje (Mechanical Animals), album koji je primio mnogo inspiracija od Dejvid Bouvia. Interskopova promocija albuma je bila masivna, a uključivala je ogromni bilbord pjevača Mensona u vidu androginoznog vanzemaljca iznad Tajm Skvera, i uzastopno pojavljivanje grupe na MTV-u i ostalim programima da promovišu novi album i singl "Predstavu droge" (The Dope Show); praćen uspjehom Antihrist Superstara i ovim marketingom štampe, album je završio na prvom mjestu liste 200 najprodavanijih albuma. Grupa je predstavila sebe u novom svjetlu za ovaj album; sklanjajući u stranu praznoću prethodnog albuma, Merilin Menson je sada bio glam-rok grupa, pozajmljujući svoje vizuelno predstavljanje najviše od Bouvia, Roksi muzike i njenih "produkata". U ovo vrijeme, grupa se za stalno preselila u Los Anđeles, i Zim Zam je bio zamijenjen glam gitaristom, Džonom Louverijom, koji se priključio grupi kao Džon 5. Posle kratke promotivne turneje, grupa je započela Rok je mrtav (Rock Is Dead) svjetsku turneju sa Holom i Monster Magnetom kao podrškom. Turneja će biti problematična: prvog marta 1999-e, tri grupe su imale svoju prvu predstavu u Spokejnu, Vašingtonu; do četrnaestog marta, Hol je napustio turneju (zbog, kako su izjavili, problema sa publikom, koju su većinom činili Mensonovi obožavaoci i zbog "manjka svojih fanova") i Menson je slomio svoj kuk, praveći odlaganja nekolikih predstava. Džek of Džil i Nešvil pusi su bili zamoljeni da upotpune slobodna otvarajuća mjesta na turneji.
Manje od tri sedmice, od nastavka turneje, dva učenika u Srednjoj školi Kolumbajn u Litltonu, u Koloradu, ubili su trinaest ljudi i potom izvršili samoubistva; medija ih je opisala kao fanove "nasilne" muzike i video igara. 28. aprila, iz poštovanja prema žrtvama, Merilin Menson je otkazao preostale dane Rok je mrtav turneje, i neće se ponovo pojaviti u Denveru sve do Ozfesta 2001-e.
Ostatak 1999-e i većina 2000-e je bio period relativnog mira za Merilin Mensona. Grupa je provela godinu dana tiho pišući i snimajući u studiju u Dolini Smrti, sa samo jednim singlom, "Očaravajućom panoramom završnih vremena" (Astonishing Panorama Of The Endtimes) - koji je uzet sa Antihrist superstara - a koji se pojavio otprilike u to vrijeme. Četrnaestog novembra 2000-e, Sveto drvo (U sjenci Doline Smrti) (Holy Wood (In The Shadow Of The Valley Of Death)) je bilo izdato. Vraćajući se mračnom, više morbidnom zvuku Antihrist superstara, većina sadržaja albuma je napisana kao odgovor na masakr u Kolumbajnu. Pored kritičkih odobravanja, Sveto drvo se nije prodavalo tako dobro kao njegov prethodnik, Mehaničke životinje, ali je bio album kojeg su njegovi fanovi najbolje prihvatili. Opisan od strane grupe kao početak triptiha, koji se nastavlja preko Mehaničkih životinja, i sa Antihrist superstarom kao završetkom; njegova glavna tema je bila iskorištavanje veze smrti i slave u američkoj kulturi, a tekstovi albuma i njegovi umjetnički radovi su imali mnogo asocijacija sa Džon F. Kenedijom i Li Harvi Osvaldom, Džon Lenonom i Mark Dejvid Čapmanom, pa čak i sa Abraham Linkolnom i Džon Vajlks Butom. Oružje, bog i vlada (Guns, God and Government) svjetska turneja je proširila temu američke fascinacije ka nasilju, sa logoom turneje - puškom i parom pištolja organizovanih da formiraju hrišćanski krst (na taj način predstavljajući nasilje i grijeh koje religija i vlast ostvaruju putem snage i moći).
Šesnaestog maja, 2001-e, na Merilin Menson internet stranici bilo je najavljeno da će Menson citirati Bibliju na svom nastupajućem koncertu, ne bi li "izjednačio" svoje "nasilne" tekstove sa Biblijom, kako bismo "proučili puteve predivnih hrišćanskih priča o bolesti, ubistvu, preljubi, samoubistvu i žrtvovanju djece. Sad, to se meni čini kao zabava". Dvadeset prvog juna, 2001-e, Menson je zaista čitao iz Biblije u Denveru, Koloradu, čitajući određene redove kao što su iz Treće knjige Mojsijeve, 20:9 ("Ko opsuje oca svojega ili mater svoju, zasigurno će biti pogubljen") i iz Psalama 137:9 ("Blago onome koji uzme i razbije djecu tvoje o kamen") kao dokaz da tekstovi grupe, nisu ništa više nasilni od same Biblije.

### Golden Age i "oproštajni" album (2002—2005)
Sa "triptihom" od prethodna tri albuma sada završenim, Merilin Menson je bio slobodan da započne novi projekat. Nalazeći inspiraciju u dekadentnoj Sving eri iz 1930-ih, grupa je snimila Golden Age of Grotesque (Zlatno doba groteske) 2002. i album je izdat trinaestog maja 2003. Vraćajući se tekstualnoj "dubini", simboličnom zvuku i skrivenom značenju (koje je prisutno i u Holy Wood), novi album je bio okarakterizovan povremeno konkretnim tekstom, a u proširenoj metafori, Menson poredi svoju često kritikovanu muziku sa njemačkim "entartete Kunstom" iz '30-ih godina prošlog vijeka, koji je bio protjeran od strane Nacističkog režima. Novi član grupe, Tim Skold, koji je zamjenio Tvigija Ramireza, dodao je novu dimenziju zvuku; ponijevši sa sobom iz KMFDM-a karakteristično korišćenje teških indastrijalnih bubnjeva i takozvani "ultra hevi bit". Album je dospio na prvo mjesto u listi najprodavanijih albuma, prodajući preko 180.000 kopija u Americi tokom prve sedmice izdavanja.
Još jedna svjetska turneja je uslijedila, Grotesque Burlesque (Groteskna burleska), koja je proširila temu Vejmar republike iz albuma, dodajući elemente Njemačkog kabarea izvođenjima grupe. Zajednička umjetnička saradnja između Mensona i Gotfrid Helnvina se pojavila u nastupima i oblačenju grupe, i članovi su počeli da se pojavljuju na sceni, a i van nje, u dizajniranim odjelima uz prisustvo modnih zvijezda.
Lest We Forget: The Best of Marilyn Manson (Da ne bismo zaboravili: Najbolje od Merilin Mensona) je izdato dvadeset osmog septembra 2004. Za album je rečeno da će biti pjevačev "oproštajni"; ipak, on je insistirao da to neće biti Merilin Mensonov poslednji album. Bio je promovisan Against All Gods (Protiv svih bogova) turnejom. Posle izdavanja singla "Personal Jesus" (Privatni Isus), grupa je napravila mnogobrojne promocionalne nastupe; na jednom od njih, na dodjeljivanju Komet nagrada u Njemačkoj, bubnjar Džindžer Fiš, pao je sa dizača za bubnjeve, praveći frakturu lobanje i lakta. Bivši bubnjar Najn Inč Nejlsa, Kris Vrena, ga je zamjenio; tokom svog oporavljanja od nezgode, Fiš je snimao i svirao sa novom grupom, Martir Plotom, prije nego što se vratio Merilin Mensonu. Džon 5 je takođe bio zamjenjen; Mark Čauzi od Fajta je preuzeo glavnu gitaru na Against All Gods turneji. Lest We Forget je dostigao zlatni tiraž u 2005.
Bilo je mišljenja da je Mensonov "oproštajni album" bio komentar koji je nagovještavao da članovi grupe više neće biti stalni, i da će muzičari koji snimaju albume i sviraju uživo, u budućnosti, rotirati, kao i što je slučaj sa Najn Inč Nejlsom i sa KMFDM-om. Ova teorija će možda biti potvrđena sa izdavanjem Mensonovog šestog albuma, koji će biti snimljen od strane Mensona, Gejsija i Skolda, zajedno sa "asortimanom drugih muzičara".

### Rast Selebriterijana: Nova era (2006—)
Započinjući u januaru 2006, i nastavljajući se u periodu od nekoliko mjeseci, Merilin Mensonova oficijelna internet stranica je doživljavala česte promjene, dodavane su joj nove Mensonove slike i muzika, i pravila su se indiskretna upućivanja ka Selebriterijan Korporaciji, umjetničkom pokretu predvođenom od strane Mensona. Reklamna roba se takođe ponovo pojavila u to vrijeme sadržavajući logoe kao što je "dupli krst" (varijacija Lorejnovog krsta), i određene slogane - moguće nove tekstove pjesama - kao što su "prodaćemo svoju sjenku onima koje stoje u njoj" i "ne traži smrt, traži uništenje".
Iako još nije potvrđeno od strane Interskop Rekordsa, Menson je izjavio da će novi album grupe biti na raspolaganju do početka 2007. Pjevač je takođe rekao da će kompilacija nove muzike i prethodno neizdatih pjesama uslijediti kao muzika za Mensonov predstojeći horor film, Fantazmagorija: Vizije Luis Karola (Phanatsmagoria: The Visions of Lewis Carroll). U septembru 2006, Rouling Stoun je potvrdio da je Merilin Menson završio "oko polovine cjelokupnog albuma", a koja sadrži pjesmu sa nazivom "Pobunjenici bez aplauza". Grupa je takođe doprinijela muzici za film Noćna mora prije Božića 3D, uradivši obradu pjesme "Ovo je Noć vještica" (This Is Halloween). U oktobru, na premijeri Noćne more prije Božića 3D u El Kapitan Teatru, Menson je najavio privremeni datum izdavanja novog albuma: "u vrijeme Dana zaljubljenih" 2007.
Grupa se pojavila na Večerašnjoj emisiji sa Džej Lenoom trideset prvog oktobra 2006; izvodeći "Ovo je Noć vještica" sa Mensonom kao vodećim vokalom, Skoldom na gitari, Gejsijem na klavijaturi i sintisajzeru, i povratnim članom Džindžer Fišom na bubnjevima.
Trideset prvog oktobra 2006, je bilo otvaranje Mensonove galerije u Los Anđelesu, u Kaliforniji, koju je Menson prozvao "Selebriterijan Korporacija, Galerija fine umjetnosti". Tokom večeri Menson je rekao Rouling Stounu: "proces otvaranja galerije se završio inspirišući me da napravim novi album... samo nas još dvije pjesme dijele od završetka albuma kojeg nismo ni imali do prije dva mjeseca. Ponekad to zvuči i pretenciozno, ali meni je lakše da za sebe kažem da sam umjetnik - ako odlučim da napravim muziku ili ako odlučim da napravim film, to svakako djeluje. Samo želim da očuvam nivo integriteta."
Grupa je takođe izjavila želje da izda remasterizovanu, i vjerovatno produženu verziju Antihrist superstara, iako su "predstavnici Noting Rekordsa indicirali da nisu sposobni da nađu, ili su izgubili originalne snimke" Portreta američke porodice, Miriše na djecu, i Antihrist superstara.
I sam Menson je, u nekoliko prilika, izjavio želju za ponovnim izdavanjem video dokumentaraca Mrtav za svijet i Bog je u televiziji (koji je sastavljen od spotova iz Mehaničkih životinja i neprikazanih snimaka sa Rok je mrtav turneje) na DVD-u.

## Muzički uzori i stil
U svetu muzike grupa je postala poznata po svom neobičnom pozorišnom imidžu te specifičnom muzičkom izrazu; u zvuku grupe uočavaju se elementi vizuelističke poezije, glam roka i naročito kabarea. Vidljivo je da je pevač i osnivač grupe Brajan Vorner (znan i kao Merilin Menson, rođen 5. januar 1969) kao mladić bio ljubitelj grupa Blek Sabat i Kis ali su i ostali članovi doprineli jedinstvenom zvuku grupe. U muzici grupe uočljiva je težnja ka sjedinjavanju tipičnog teškometalnog gitarskog zvuka i glasnog bubnjarskog ritma sa zvukom električnih muzičkih instrumenata indastrijal metala ali i nastojanja da se alternativni metal "nadogradi" neuobičajenim tehnikama snimanja i muzičkog eksperimenta.
Nakon što se susreo sa muzikom grupe Big Blek, Menson je hteo da formira rok grupu koja bi koristila ritam mašinu što je u ono vreme bio prilično radikalan potez s obzirom da se ritam mašina do tada koristila samo u dens i rep muzici. Menson je svoju nameru realizovao kroz svoje rane muzičke radove u grupi i ta eksperimentalna muzika snažnog ritma nalikovala je radovima Stiva Albinija i njegove grupe Big Blek; kasnije, muzika grupe značajno evoluira dodavanjem bubnjeva, drugačijim stilom komponovanja i upotrebom modernih tehnika snimanja zvuka, a sve to je bilo najvidljivije u zvuku i imidžu koncertnih nastupa. Gitarista Dejzi Berkovic i basista Gidžet Gin u grupu su došli iz pankerskog miljea pa su tekstovi i muzika grupe često podsećali na radove Džima Kerola i njegove grupe (Kerolova pesma "People Who Died" (Ljudi koji su umrli) bila je jedna od prvih obrada koje je napravila grupa Merilin Menson), a koncerti grupe su često podsećali na koncerte Njujork dolsa. U diskografskoj kući Noting Rekords (sa kojom je grupa imala ugovor) takvu će muziku porediti sa muzikom grupe Džejn's adikšon, međutim, nakon određenog vremena u muzici grupe počeli su se osećati uticaji drugih grupa iz te izdavačke kuće kao što su Najn inč nejls i Prik.
Evidentno je takođe da je Manson bio pod uticajem šok rok stila izvođača kao što je Alis Kuper; u novije vreme preovlađuje uticaj glam rokera kao što je Dejvid Boui, čiju je sklonost da se kameleonskim metamorfozama uklapa u nove muzičke žanrove muzička kritika često pripisivali upravo Merilinu Mensonu. Hard rok koreni Džona 5 najvidljiviji su na koncertnim nastupima grupe; Tim Skold je bio gitarista, basista i pevač grupe KMFDM pre nego što je došao u grupu Merilin Menson i u muziku grupe uneo elemente "ultra-hevi bit" muzike iz bivšeg benda.

## Kompozicija i pisanje pesama
Tekstove svih pesama napisao je Menson lično i u njima veštom igrom reči ispoljava svoje mizantropsko raspoloženje kombinovano sa napadima na katoličku crkvu. Često se služi dvosmislenim verbalnim dosetkama; na primer, pesma sa albuma "Holy Wood" (Sveto drvo), koja je posvećena tragediji u srednjoj školi u Kolumbajnu, ima naziv "Cilj(a)na publika" (Target Audience); na tom albumu česte su aluzije na ubistva i atentate, kao u pesmi "Fall of Adam" (Adamov pad) u kojoj se frazom "Abraham Linkoln Taun Kars" aludira i na Abrahama Linkolna i njegov tragičan kraj i na marku limuzine u kojoj je ubijen Kenedi. Menson često koristi neologizme koje izgovara u brzom ritmu; u pesmi "Mechanical Animals" (Mehaničke životinje) sa istoimenog albuma nalazimo sledeće stihove: "Bili smo neurofobični i savršeni / dana kada smo izgubili duše... ti si bila moja mehanička mlada / moja fenobarbi-lutka / mani-kraljica depresije / sa licem mrtve zvijezde". Pažljivim proučavanjem Mensonovih tekstova može se uočiti i uticaj Fridriha Ničea kao u pesmi "Fight Song" (Borbena pesma) sa albuma Holy Wood a u pesmi "Count To Six And Die" (Izbroj do šest i umri) pominje se ničeanski koncept "večnog vraćanja istog". U jednom od brojeva muzičkog časopisa Kerang (koji je uredio kao gost) Menson napominje da je album "Antichrist superstar" inspirisan ničeanizmom i posvećen upravo Fridrihu Ničeu. 
Za razliku od tekstova, muziku uglavnom komponuju članovi grupe, a trenutno su najistaknutiju Tim Skold (bas gitara, električna gitara i programiranje) i Madona Vejn Gejsi na klavijaturama, sintisajzeru i električnim bubnjevima. Dejzi Berkovic i Tvigi Ramirez bili su glavni kompozitori sve do napuštanja grupe.
Grupa je poznata i po obradama pesama drugih umetnika; njihove najpoznatije obrade su mračna pank-metal verzija "Sweet Dreams" (Slatkih snova) grupe Juritmiks te zvukom sintesajzera prožeta "Tainted Love" (Iskvarena ljubav). U poznate obrade spadaju i pesma grupe Depeš Mod "Personal Jesus" (Privatni Isus), Bouvijeva kompozicija "Golden Years" (Zlatne godine), te "Down in the Park" (Dole u parku) od Gerija Njumena.

## Kontroverza i reakcija medija
U decembru 1996, konferencija štampe je bila sazvana od strane Vilijam Dž. Beneta, senatora Džozefa Libermena, i aktivistkinje C. Dolores Taker, a tema rasprave bila je M.K.A. (Muzička Korporacija Amerike), korporacija koja je posjedovala Interskop Rekords. Nazivajući nekoliko od albuma koje je izdala ova kuća (Interskop) - a među kojima se našao i Antihrist superstar- da su "bezbožni", "nasilni", "prljavština" i "sranje", grupa je ispitivala sposobnost predsjednika M.K.A., Edgara Bronfmana mlađeg, da li može svjesno da vodi kontrolu nad izdavačkom kućom, kad zarađuje od takve vrste materijala. Tog šestog novembra, Američki Senatski Komitet za nadgledanje Vladinog Menadžmenta i Restrukcije je održao javno saslušavanje u vezi efekata nasilnih tekstova rok i rep muzike nad mladima. Podržavaoci Merilin Mensona tvrde da je to bio samo još jedan bezuspješan napad senatora Džozefa Libermena u ratu koji je on objavio Mensonu. Saslušavanju, koje je bilo vođeno od strane Sema Braunbaka, bili su prinijeti dokazi Libermena i Takera, i Rejmonda Kunca, iz Burlingtona, Sjeverne Dakote, koji je tvrdio da je album Antihrist superstar odgovoran za samoubistvo njegovog sina, a takođe za taj isti album Libermen je izjavio da je "nasilan, pun mržnje, nihilističan i štetan".
Kao dodatak tome, izvođenja grupe su bila pod konstantnim napadima - Mrtav za svijetturneja, najviše od svih, bila je praćena protestantima u skoro svakoj sjevernoameričkoj ulici koju je posjetila. Koncert koji je trebalo da se održi desetog marta 1997. u Kolumbiji, u Južnoj Karolini je otkazan "zbog rastućih javnih pritisaka religioznih, civilnih i političkih udruženja koji kritikuju predstavu grupe". Vlasnik Kalgarijevog Maks Centra je otkazao predstavu dvadeset petog jula, zbog, kako je izjavio, "imoralnosti" i navodnog "korištenja životinja na sceni". Još jedan koncert, u Portlandu, je otkazan nekoliko dana kasnije zbog Mensonove reputacije, i nesposobnosti centra da plati predstojeću štetu. Među protestantima koji su bili ispred koncerta u Grinsborou, u Sjevernoj Karolini bio je i senator Mark MekDanijel.
Ozfest '97., u Nju Džersiju koji je trebalo da se održi na Džajants stadionu je otkazan od strane Nju Džersijskog vijeća za sport i ekspozituru, a koje je izjavilo da je razlog njihovog otkazivanja Merilin Menson; događaj je tek održan nakon što je Ozi Ozborn uspješno tužio državu, što je primoralo vlasti da odobre predstavu. Takva "legalizacija" je bila dozvoljena i u Južnoj Karolini i Juti, a koja je odobravala ulicama u kojima je trebalo da budu koncerti da protjeraju izvođače kao što je Merilin Menson, i samo u jednom slučaju, u Floridi, lokalne škole su otišle tako daleko da prijete izbacivanjem svakom učeniku koji namjerava da ide na koncert Merilin Mensona.
Prateći masakr u Kolumbajnksoj srednjoj školi, pojavile su se optužbe koje su tvrdile da su ubice Erik Haris i Dilan Klibold fanovi muzike Merilin Mensona. Kada je kasnije dostavljen dokaz da ni Haris, ni Klibold, nisu bili obožavaoci grupe, mnogi su počeli da optužuju medije za radije korištenje grupe kao žrtveno jagnje, nego izvršavanje analize socijalnih problema koji su okruživali ovaj incident. U kontroverznom dokumentarcu, Kuglanje za Kolumbajn, Majkl Mur je uradio intervju sa Merilin Mensonom o toj tragediji. Kada je upitan šta bi rekao dvojici dječaka kad bi imao šansu da priča s njima prije ubistava, Menson je odgovorio "Ne bi im rekao ni jednu jedinu riječ; saslušao bih šta oni imaju da kažu meni, a to je baš ono što niko nije uradio". Ovu optužbe spominje i reper Eminem u svojoj pjesmi 'The Way I Am', koja sadrži stihove, "Kada dijete maltretiraju i ono zapuca u školi/ a onda krive Merilina, i heroin/ ali gdje su bili roditelji?". Merilin Menson se pojavio u spotu za ovu pjesmu.

## Merilin Menson na Internetu
Sa početkom u 1998-oj, Menson je često komunicirao sa svojim slušaocima na oficijelnom sajtu grupe, postavljajući tekstualne poruke i eventualno kratke video zapise sebe samog i grupe u studiju, na taj način se obraćajući publici. Njegov udjeo u ovome se s vremenom smanjio; od izdavanja Zlatnog doba groteske pa do kasne 2005, bilo je veoma malo aktivnosti na sajtu. Merilin Mensonov BBS (Bulletin Board System) je bio otvoren poslije Mehaničkih životinja i bio je veoma aktivan forum, raspravljajući teme koje se nisu ticale grupe, a koje su uključivale umjetnost, politiku, vijesti i popularne događaje. Bile su mnoge debate o značenju i interpretacijama različitih tekstova, dijagrama, ili slika koje su se pojavljivale u albumima, a naročito o simbolizmu Svetog drveta. Menson bi se povremeno priključivao raspravama o ovim temama. Iz nepoznatih razloga, BBS je ukinut, pa ponovo uveden poslije nekoliko mjeseci, pa ponovo ukinut. Ustaljeni korisnici su to negodovali, dok se velik broj članova nikad nije vratio.
Menson je takođe objavio adicione sajtove uzete iz njegovih konceptualnih albuma. Mehaničke životinje su bile propraćene sajtom Comawhite.com (Bijela koma), interaktivnim on-lajn lavirintom koji je vodio korisnike do različitih tematskih grafikona i linkova koji su ponovo, korisnike spajali sa skrivenim djelovima glavne Merilin Menson stranice. Svetom drvetu je bio dodat sajt Celibritarian.com (Selebriterijan), koji je sadržavo provokativni upitnik i dijagram ljudske duše kako raste od veličine djeteta pa sve do odraslog čovjeka. Dodatni sajt, ThisAsValentinesDay.com (Ovo kao Dan zaljubljenih), sadržavao je naslov koji je asocirao na smrt Dž. F. Kenedija.
Prvog oktobra 2005, Celebritarian.com je ponovo postao aktivan; inicijativno, stranica je sadržavala samo stilizovanu depikciju Lorejnovog krsta i link za marilynmanson.com. Sa početkom u januaru 2006, poruke su počele da se pojavljuju na sajtu grupe u vidu numeričkih šifara; ove poruke, kada se transkribuju, otkrivale su skrivene sekcije tih sajtova, a koje su sadržavale, pored ostalog, nove slike koje je uradio Menson. Devetnaestog januara, glavne stranice svih zvaničnih Merilin Menson sajtova su bili zamjenjeni Lorejnovim krstom i sledećim tekstom:
Zbog neispitane i eksperimentalne istrage, nije produkt apstraktnih spekulacija niti vindikativnih legalističnih teorija ovaj vebsajt i svi njegovi sadržaji su zatvoreni, po eksplicitnim nalozima Selebriterijan Korporacije.
Ovaj tekst je direktna referenca na dvadeset prvi novembar, 1945. odnoseći se na izjavu Robert H. Džeksona tokom nirnberških suđenja, u kojim je sud pravde opisao tribunal kao "neispitan i eksperimentalan... (i) nije produkt apstraktnih spekulacija niti... stvoren da optuži (...vindikativnih...) legalističke teorije." Dodatne snimljene poruke su od tada bile dodate sajtovima; njihova značenja i sadržaji još uvjek treba da se otkriju. U sledećih nekoliko sedmica, na glavnom sajtu su zamjenjene Flaš animacijom koja je sadržavala novu muziku, snimljene audio semplove Aliester Kraulija i Alfreda Hičkoka, i sablasne, naizgled Luis Karolom inspirisane klipove.
Petog novembra 2006, u 11:35 naveče (po Pacifičkom vremenu), marylinmanson.com je ponovo postao aktivan. Vebsajt sada sadrži nove slike, diskografiju, reklamnu robu i više. Mnogi djelovi sajta su još uvjek pod konstrukcijom. Jedan dio sajta, kada se pravilno pregleda, nosi podsjetnike da misteriozne šifre iz januara još uvjek treba da se "riješe" (engleski "riješe" se piše "solved", iako je u ovom slučaju, iz nepoznatih razloga, riječ spelovana sa dva v: "solvved").

## Članovi grupe
| - Merilin Menson (Brajan Vorner) – Vokali Porijeklo imena: Merilin Monro + Čarls Menson - Tim Skold (Tim Sköld) – gitara i bas - Madona Vejn Gejsi (Stiven Bir mlađi)– klavijatura i električni bubnjevi Porijeklo imena: Madona + Džon Vejn Gejsi - Džindžer Fiš (Keni Vilson) – bubnjevi Porijeklo imena: Džindžer Rodžers + Albert Fiš | - Ža Ža Spek (Peri Pandrea) – klavijatura 1990 Porijeklo imena: Ža Ža Gabor + Ričard Spek - Olivia Njutn Bandi (Brajan Tutunik) – bas 1990 Porijeklo imena: Olivia Njutn-Džon + Ted Bandi - Gidžet Gin (Bred Stjuart) – bas 1990-1993 Porijeklo imena: Gidžet + Ed Gin - Sara Li Lukas (Fred Strejthorst) – bubnjevi 1990-1995 Porijeklo imena: Sara Li + Henri Li Lukas - Dejzi Berkovic (Skot Puteski) – gitara i programiranje 1990-1996 Porijeklo imena: Dejzi Djuk + Dejvid Berkovic - Zim Zam (Timoti Majkl Linton) – gitara 1996-1998 Porijeklo imena: Cimcam - Tvigi Ramirez (Džordi Vajt) – bas i gitara 1993-2002 Porijeklo imena: Tvigi + Ričard Ramirez - Džon 5 (Džon Louveri) – gitara 1998-2004 Porijeklo imena: John 5 - Kris Vrena – bubnjevi uživo 2004-2005 - Mark Čauzi – gitara uživo 2004-2005 |

## Linkovi i preporuke
- Marilyn Manson - Zvanični sajt grupe
- Nachtkabarett - Eseji o simbologiji iza Mensonovih albuma sa internacionalnim prevodom
- Heirophant - Američki fan sajt
- Mansonpl Архивирано на веб-сајту  (15. децембар 2006) - Poljski fan sajt
- Paint pit Архивирано на веб-сајту  (15. децембар 2006) - Ruski fan sajt
- Deadstar - Francuski fan sajt
- Marilyn Manson Queer zvezda Архивирано на веб-сајту  (27. септембар 2007)